# Соррилья, Альберто
Викториа́но Альбе́рто Сорри́лья (исп. Victoriano Alberto Zorrilla); 11 февраля 1906, Буэнос-Айрес — 23 апреля 1986, Майами, Флорида, США) — аргентинский пловец, завоевавший золотую медаль на дистанции 400 метров вольным стилем на Олимпийских играх 1928 года в Амстердаме. Спортивное прозвище — «Соррилья де Оро» («Золотой Соррилья»).
Воспитанник столичного спортклуба Gimnasia y Esgrima Альберто Соррилья впервые выступил на международном уровне на олимпийских играх 1924 года в Париже, в трёх дисциплинах: плавание вольным стилем на 100 и 400 м и эстафета 4×200 м. Наивысшим достижением Соррильи на этих играх был выход в полуфинал на 400 м; чемпионом в плавании на 100 и 400 м стал американец Джонни Вайсмюллер.
После парижских игр Соррилья уехал в США и продолжил спортивную подготовку в нью-йоркском New York Athletic Club. На олимпиаде 1928 года в Амстердаме Соррилья выступил в трёх дисциплинах: 100, 400 и 1500 м вольным стилем, и во всех трёх пробился в финал. В финале стометровки, которую вновь выиграл Вайсмюллер, Соррилья был седьмым, в финале заплыва на 1500 м — пятым. В финале четырёхсотметровки Соррилья победил c олимпийским рекордом (5:01,6), обойдя увлёкшихся борьбой друг с другом фаворитов Боя Карлтона и Арне Борга.
Соррилья планировал выступить и на олимпиаде 1932 года, и был назначен знаменосцем аргентинской команды, но в Лос-Анджелесе не выступал, по официальной версии — из-за болезни. Неофициально, причиной послужил конфликт между спортсменом и чиновниками из-за сокращения финансирования олимпийцев.
Завершив выступления в большом спорте, Соррилья эмигрировал в США. В 1947 году он выиграл двухмильный заплыв чемпионата Востока США по плаванию на открытой воде.